# 1965年苏联经济改革
1965年苏联经济改革，又称柯西金改革（俄語：Косыгинская реформа）或利别尔曼改革，是苏联经济的一系列有计划的变化。 这些改革的核心是引进盈利能力和销售额作为企业成功的两个关键指标。 企业的一部分利润将用于三项基金，用于奖励工人和扩大经营；大部分将用于中央预算。
改革是由阿列克谢·柯西金推行的。他在赫鲁晓夫下台后，于1965年9月经过中央委员会批准成为苏联总理。这些改革措施反映了苏联以数学为导向的经济规划者们酝酿已久的一些愿望，并启动了向更分散的经济规划进程的转变。

## 背景
在列宁时代，新经济政策允许使用利润和激励的概念来管理苏联经济。斯大林通过农业集体化和工业国有化迅速改变了这一政策，加速了中央计划，例如“五年计划”。自1930年左右以来，苏联一直采用中央集权制度来管理经济。在这一体系中，一个单一的官僚机构制定了经济计划，将工人分配到工作岗位，设定工资，规定资源分配，确定与其他国家的贸易水平，并规划了技术进步的进程。消费品的零售价格被固定在能够清空市场的水平上。批发商品的价格也是固定的，但这提供的是会计功能而非市场机制。 集体农场要购买其所需的物品需要支付中央的定价，但与其他部门不同，农场工人的工资直接取决于盈利能力。
虽然苏联企业在理论上受到问责制原则的约束 - 这要求他们在投入和产出的固定价格体系内满足规划者的期望 - 但他们几乎无法控制运营的重要决策。 管理人员确实有责任完成计划的总产出，他们低估未来的总产出以便于稍后超额完成计划。 然后，管理人员获得超额完成计划的奖金，无论是以具有成本效益的方式生产还是他们的企业整体盈利。  产出的奖金有时和经理的基本工资相当。  该系统还激励了产量的大小，重量和成本的无意义的增加，仅仅因为已经生产了“更多”。 

### 最优规划者
经济改革是在经济规划的意识形态辩论时期出现的。更多的数学，“控制论”，观点最初被认为与正统的马克思主义经济学不同 ，后者认为良好的价值来源于劳动。在斯大林1952年出版的《苏联社会主义经济问题》一书将价格体系描述为资本主义遗物，最终将从共产主义社会中消失。 
尽管如此，计算机化经济学仍然为高级规划者发挥了重要作用，即使在大多数学校教授传统的马克思列宁主义政治经济学并促进公共消费时也是如此。 统计规划对苏联经济的影响越来越大，这反映在中央经济数学研究所的建立中，这反映在中央经济数学研究所的创建上，其中包括中央经济数学研究所的内容（TSEMI），由瓦西里·内姆奇诺夫领导。 内姆奇诺夫与线性编程发明家列昂尼德·维塔利耶维奇·康托罗维奇和投资分析师维克托·瓦伦蒂诺维奇·诺沃日洛夫于1965年获得列宁奖 。 整个20世纪60年代，“最佳”规划与会议规划之间的争斗肆虐。 
经济规划的另一个趋势强调“加工的规范价值”，或者评价生产价值的需求和需求的重要性。 

### 柯西金和勃列日涅夫
随着尼基塔·赫鲁晓夫的罢免以及阿列克谢·柯西金和列昂尼德·勃列日涅夫的崛起，整个苏维埃世界的重大变化成为可能。 经济政策是苏联新闻界追溯反赫鲁晓夫批评的一个重要领域。 苏联的这种“改良主义”经济倾向在东欧有推论和相互强化。 
柯西金批评了前任政府经济政策的低效率和惯性。他于1965年9月向共产党中央委员会全会提出了一项计划，包括利别尔曼和内姆奇诺夫所表达的观点。 中央委员会接受改革计划是这些思想从理论向行动转变的重要里程碑。 

## 理由
根据改革的官方理由，经济关系日益复杂，降低了计划经济的效率，从而减少了经济增长 。人们认识到，现有的规划系统并没有激励企业达到高目标或引入组织或技术创新。 
由于有更多自由公开偏离党的正统观念，报纸为苏联经济提出了新的建议。飞机工程师奥列格·安东诺夫于1961年11月22日在《消息报》发表了一篇文章，标题为“为了所有人和为自己” - 为企业董事提供更多权力。 
哈尔科夫工程与经济研究所的利别尔曼提出了广泛宣传的改革经济理由。 利别尔曼撰写的一篇题为“计划，利润和奖金”的文章于1962年9月在《真理报》中出现。 利比里曼受经济“优化者”的影响， 主张（再）引入盈利能力作为核心经济指标。 利别尔曼提出了这样一种观点，即通过仔细设定微观经济参数可以提高社会利益 ：“对每个企业来说，社会盈利应该是有利可图的。” 
这些建议引起争议，特别是被批评为对资本主义经济体系的回归。  批评者还认为，依靠盈利能力会扭曲不同商品生产的比例。 
瓦季姆·特拉佩兹尼科夫在1964年8月的真理报中提倡类似于利别尔曼的立场 
 现在应该根据指令规范废弃过时的经济管理形式，并转而采用更简单，更便宜和更有效的方式控制企业的活动。  必须对这种控制进行模式化，以便企业的人员发现在经济上有利可图，以便按照对国民经济有利的方式组织这项工作。  
 与1962年的利别尔曼不同，特拉佩兹尼科夫表示，党的决策者已经接受了改革的必要性，并很快成为现实。  在接下来的一个月里，真理报又发表了六篇来自院士，规划师和倡导改革的管理者的文章。  最后一个来自利别尔曼。  这一次，批评被减弱了。
开始了一些经济实验来测试利伯曼的提议。  这些开始于1964年，两个服装工厂的新政策： Bolshevichka （莫斯科）和高尔基的Mayak。 当服装厂的运营取得了相当大的成功时，实验扩展到大约400家其他企业，主要是在大城市。 利沃夫一项实验涉及煤矿和生产服装，鞋子和重型起重设备的工厂。 据报道，在转向使用奖金和更独立决策的系统之后，煤矿尤其变得更有利可图。 然而，由于供应商继续在旧系统上运行的不可靠性，一些实验工厂遇到了问题。 玛雅克工厂在试图实施集中授权的实验改革时面临两难选择，同时接收当地环保局 （区域委员会）的相互矛盾的命令。 

## 内容
改革由苏共中央委员会和部长会议管理。改革有五大措施：
1. 企业成为主要经济单位。
2. 计划目标的数量从30个减少到9个。（其余的仍然是指标。  ） [35]这九个分别是：当前批发价格的总产出，实物单位中最重要的产品，工资总额，总利润和盈利能力，表示为利润与固定资产和营运资本正常化的比率，从预算中支付预算和拨款，引进新技术的总资本投资目标，以及原材料和设备的供应量。
3. 企业经济独立。要求企业确定产品的详细范围和种类，利用自有资金投资生产，与供应商和客户建立长期合同安排，并确定人员数量。
4. 关键是生产经济效率的整体指标：利润和盈利能力。有机会根据利润开支创造一些用于开发生产，物质奖励，住房等的资金。允许企业自行决定使用这些资金。
5. 定价：批发销售价格将重新调整以反映成本并鼓励经济效率。 [36]

### 利润、奖金和工资
利别尔曼/柯西金改革带来的最重要变化涉及利润在苏维埃经济体系中的作用。 盈利能力（ 俄語：рентабельность）和销售（ 俄語：реализация）成为企业的双重成功指标。盈利能力是根据利润和资本之间的比率来定义的，而销售则取决于销售总量。 通过这些测量的成功导致向基金分配资金，这可以根据预定义的顺序分配。  资金首先用于支付资本 - 包括支付给戈德班克 ，国家银行的利息。  然后，他们去了新的奖励基金。  最后，它们可以被企业用来扩大其运营资本。  任何超过支出最高限额的利润都将转入中央预算。 
三个“激励”基金是： 
1. 物质奖励基金（MIF）：为有利可图的企业的工人提供现金奖励;
2. 社会文化和住房基金（SCF）：社会和文化计划基金
3. 生产发展基金（PDF）：整个组织的'发展'基金。

以前，奖金来自与工资相同的基金。 现在，企业管理者对如何分配它们有更多的自由裁量权。 他们可以在奖金基金和社会福利基金之间转移一些金额。 通过对不同的工人进行分类，他们还有更大的权力来影响工资。 
在实践中，奖金对支付精英人员（技术人员和“雇员”而不是“ 工人 ”）的影响最大，从而抵消了赫鲁晓夫时代工资改革的影响 。 
在一些企业引入的实验系统为特定成就提供了额外的奖金 - 而不仅仅是总利润的一部分。  例如，工程师更有效地使用燃料（在短缺期间）可以获得按照他们节省的钱的百分比计算的大型溢价。 
随着对工资基金的更直接责任，企业也获得了解雇工人的权力。  事实上，改革为裁员提供了新的动力，在某些情况下可以提高盈利能力。  （当发生这些情况时，工人们没有以失业保险和职业援助的形式建立“社会安全网”）。 

### 企业会计
为了鼓励准确的计划，企业现在将因低于或高于其计划目标而受到惩罚。
企业还将支付土地和自然资源的租金。这种做法的基本原理是经济优化。例如，不同质量的土地需要不同的人力投入来实现相同的产出，因此应该对企业的预算进行不同的考虑。
银行贷款将随后以利息偿还，将用于资助更多投资项目，以鼓励谨慎使用资金和迅速创造利润。将设置五种不同的利率，从优惠到正常到惩罚。
每个企业根据其保留的资本评估额外的资本费用（即税收）： 营运资金 ，设备和剩余库存。

## 结果

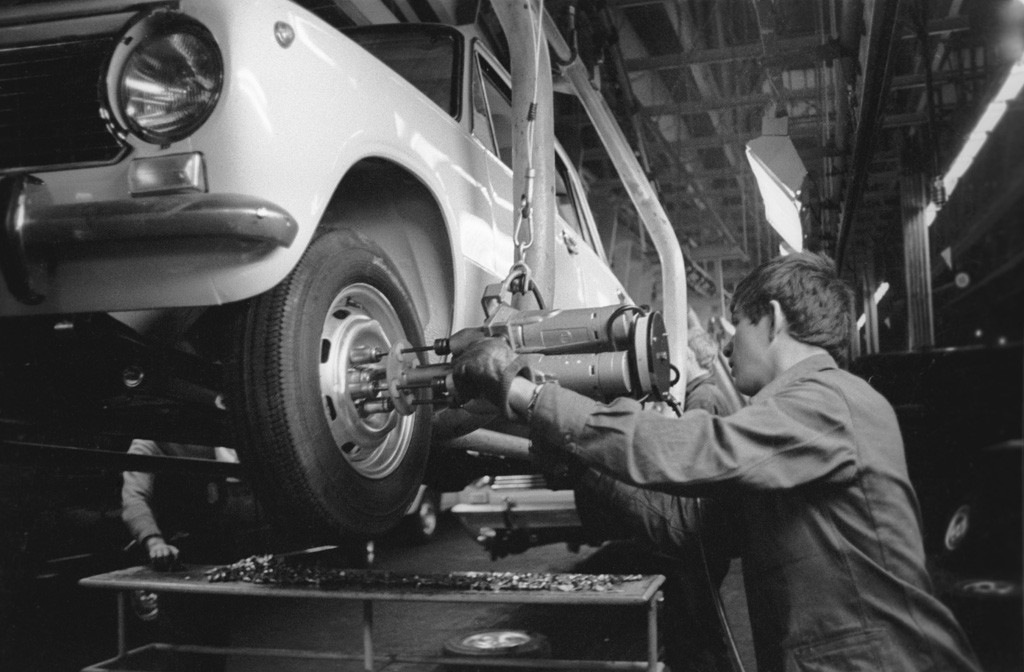
1969年在陶里亚蒂的新AvtoVAZ工厂工作

1966  -  1970年间经济增长率高于1961  -  1965年。 许多企业被鼓励出售或赠送多余的设备，因为所有可用资金都被计入生产率计算中。某些效率测量得到改善，例如每卢布的资本销售额增加和每卢布销售额的下降。 这些企业将大部分利润（有时是80％）提供给中央预算。  这些“免费”剩余利润的支付大大超过了资本费用。 
但是，中央计划人员对改革的影响并不满意。特别是，他们观察到工资增加但没有相应的生产率提高。 1969年至1971年，许多具体变化被修订或撤销。 
这些改革在一定程度上减少了党对微观经济运作的控制。 对经济改革主义的强烈反对加上反对政治自由化，以1968年对捷克斯洛伐克的入侵 。 
不过，苏联官员和媒体继续推进1965年改革的想法。 柯西金于1970年6月10日发表评论：“改革的实质是，在完善集中规划的同时，通过经济刺激机制，提高企业充分利用生产资源的积极性和利益，提高生产效率，实现职工、企业和社会的利益的统一。”